# Hanna Németh
Hanna Németh (Diósd, 17 september 1998) is een voetbalspeelster uit Hongarije. Ze speelt als verdediger voor SV Werder Bremen in de Bundesliga.

## Clubcarrière
Hanna Németh begon op twaalfjarige leeftijd met voetballen in haar geboorteplaats Diósdi TC. Twee jaar later stapte ze over naar Ferencvárosi TC. In het begin maakte Németh onderdeel uit van het onder 17 team. Op 11 juli 2014 maakte Németh haar debuut voor Ferencvárosi TC. Dat seizoen wist ze met haar club te promoveren naar het hoogste niveau van Hongarije. Németh speelde alle wedstrijden dat seizoen op het hoogste niveau.
Van 2017 tot 2021 studeerde Németh aan de Indiana University Bloomington en kwam ze uit voor de Indiana Hoosiers waarvoor ze tot 83 wedstrijden kwam in de Big Ten Conference.
Na het afronden van haar studie keerde Németh terug bij Ferencvárosi TC. Ze kwam acht wedstrijden uit voor het eerste elftal van de club uit Boedapest. Op 21 mei 2022 werd Németh met haar club kampioen van Hongarije.
Németh werd op 10 juni 2022 gecontracteerd door Bundesliga club SV Werder Bremen. Op 11 september 2022 maakte ze haar debuut voor de club in een DFB Cup wedstrijd tegen SV Henstedt-Ulzburg. Een week later maakte Németh ook haar debuut in de Bundesliga in een wedstrijd tegen 1. FFC Turbine Potsdam.

## Statistieken
| Seizoen | Club             | Competitie | Competitie | Competitie | Beker | Beker | Overig | Overig | Totaal | Totaal |
| Seizoen | Club             | Competitie | Wed.       | Dlp.       | Wed.  | Dlp.  | Wed.   | Dlp.   | Wed.   | Dlp.   |
| ------- | ---------------- | ---------- | ---------- | ---------- | ----- | ----- | ------ | ------ | ------ | ------ |
| 2022/23 | SV Werder Bremen | Bundesliga | 20         | 0          | 2     | 0     | 0      | 0      | 20     | 0      |
| 2023/24 | SV Werder Bremen | Bundesliga | 17         | 0          | 2     | 0     | 0      | 0      | 17     | 0      |
| Totaal  | Totaal           | Totaal     | 37         | 0          | 4     | 0     | 0      | 0      | 41     | 0      |

Bijgewerkt t/m 18 mei 2024.

## Interlandcarrière
Hanna Németh kwam uit voor Hongarije onder 17 en Hongarije onder 19 alvorens ze in 2020 voor het eerste werd geselecteerd voor het seniorenteam van Hongarije. Németh kwam met haar land uit in kwalificaties voor het EK 2022 en de Nations League 2023/24.
1 Peng ·
3 Janzen ·
5 Ulbrich ·
6 Wichmann ·
8 Weiß ·
9 Weidauer ·
10 Mahmoud ·
11 Sternad ·
13 Walkling ·
14 Brandenburg ·
15 Sehan ·
16 Bernhardt ·
17 Dahl ·
18 Hausicke ·
19 Matheis ·
20 Meyer ·
21 Hahn ·
22 Dieckmann ·
23 Németh ·
27 Lührßen ·
28 Wirtz ·
29 Kunkel ·
31 Etzold ·
32 Pettersen ·
33 Pérez Jaramillo ·
37 Dahms ·
39 Behrens ·
Coach: Horsch